# Walter Freitag (Radsportler)
Walter Freitag (* 24. März 1925; † nach 1949) war ein österreichischer Radrennfahrer und nationaler Meister im Radsport.

## Sportliche Laufbahn
Er startete bei den Olympischen Sommerspielen 1948 in London in zwei Disziplinen des Bahnradsports. Dort bestritt er mit dem österreichischen Bahnvierer die Mannschaftsverfolgung. Beim Sieg von Jacques Dupont im 1000-Meter-Zeitfahren belegte er den 8. Platz.
Freitag gewann die nationale Meisterschaft im Sprint von 1947 bis 1949. 1947 siegte er bei den nationalen Bahnmeisterschaften auch im Tandemrennen mit Karl Wölfl als Partner.